# نوازنده پیانو

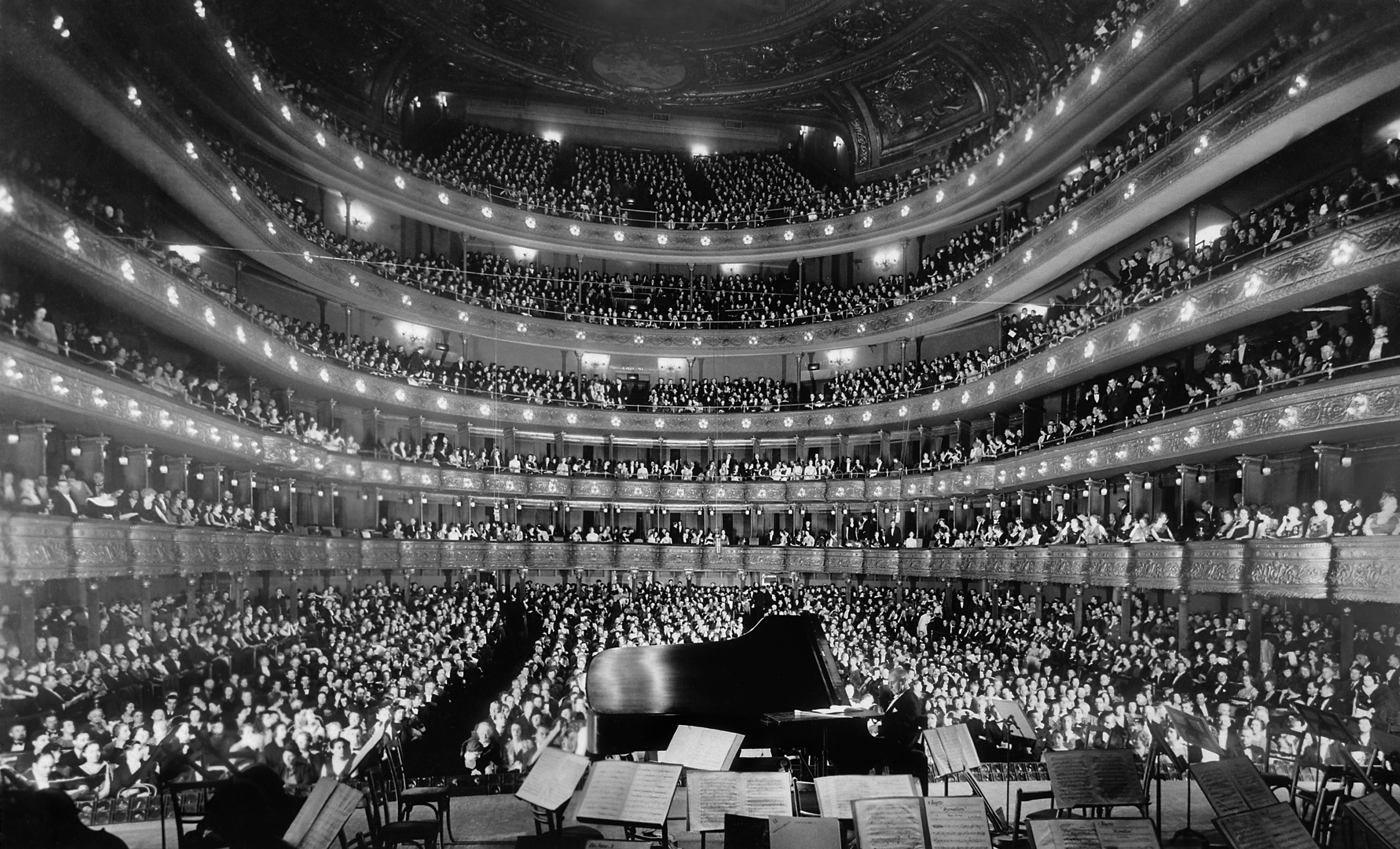
یوزف هوفمان، پیانیست و آهنگ‌ساز لهستانی در حال اجرای قطعه‌ای دراُپرای متروپولیتن نیویورک.۲۸ نوامبر ۱۹۳۷ میلادی.

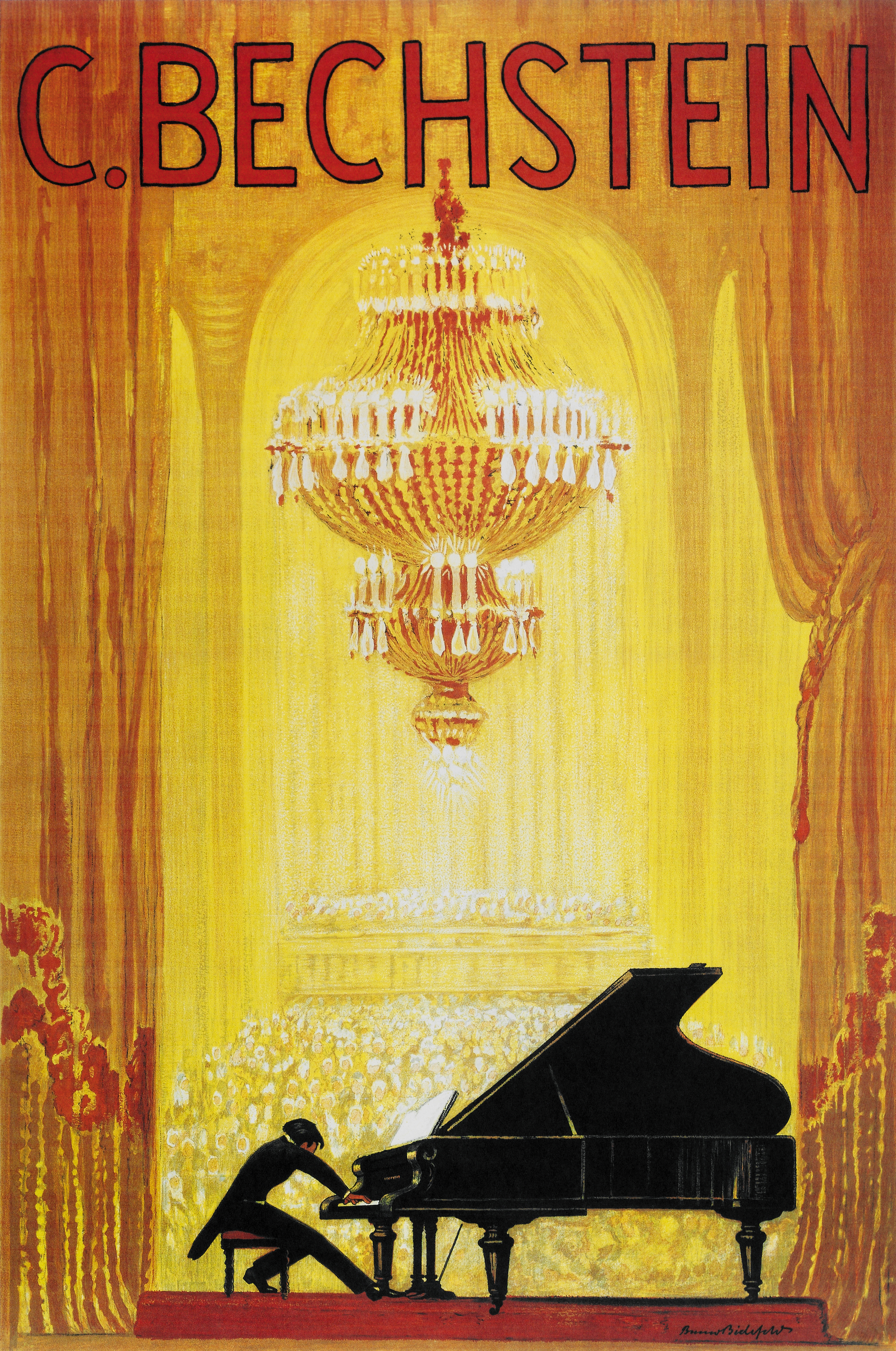
پوستر تبلیغاتیِ شرکت آلمانیِ سی. بِک‌اشتاین در اوایل دههٔ ۱۹۲۰ میلادی، یک پیانیست حرفه‌ای را درحال اجرا در سالن باشکوهی به تصویر کشیده‌است.

نوازندهٔ پیانو یا پیانیست به شخصی می‌گویند که پیانو می‌نوازد. بسیاری از اشکال موسیقی غربی می‌توانند از پیانو استفاده کنند؛ و به همین دلیل، نوازندگان پیانو به مجموعهٔ وسیعی برای انتخاب نغمه‌ها و سبک‌ها دسترسی دارند، از جمله موسیقی کلاسیک، جاز، بلوز و هرگونه موسیقی عامه‌پسند، از جمله راک.
بیشترِ نوازندگان پیانو تا حد زیادی به نواختن دیگر سازهای مشابه نیز می‌پردازند، مانند سینث‌سایزر، هارپسیکورد، سلستا و ارگ.

## پیانیست‌ها در گذشته و اکنون
پیانیست‌های کلاسیک معاصر، به جای تقلید و رونویسی از آثار پیانیست‌های پیشین، حرفه‌ٔ خود را وقف اجرا، ضبط، آموزش، تحقیق و یادگیری آثار جدید می‌کنند تا کارنامه خود را گسترش و بهبود دهند.نظیر پیانیست مشهور کانادایی گلن گولد..

## کلاسیک
موتزارت را می‌توان به عنوان اولین پیانیستی نام‌گذاری کرد که قطعات بسیاری را با پیانو اجرا کرد. بتهوون و کلمنتی نیز بخاطر قطعات پیانو معروف بودند. همچنین در دوران رمانتیک، برامس، فرانس لیست و شوپن از جمله نوازندگان پیانو بودند.

## جاز
پیانیست جاز بیشتر با دیگر نوازندگان همراهی می‌کند. پهنه ارائه قطعات جاز از کلاسیک گسترده‌تر است و آزادانه‌تر عمل می‌کنند. آن‌ها به‌طور عام، نت موسیقی خود را نمی‌نویسند و بیشتر بداهه می‌نوازند.
پیانیست‌های جاز معروف شامل آرت تیتوم، دوک الینگتون، تلانیوس مانک، اسکار پترسون و باد پاول می‌باشند.

## پاپ
پیانیست‌های پاپ بیشتر به‌طور زنده می‌نوازند؛ مانند اجرا در تئاتر، کنسرت، یا بیشتر با سازهای الکترونیک مانند اُرگ و سینث‌سایزر قطعات خود را ارائه می‌دهند.
از معروف‌ترین پیانیست‌های پاپ می‌توان به ویکتور بورگه، ریچارد کلایدرمن و لیبراچی اشاره کرد.